# Gillsville
Gillsville is een plaats (city) in de Amerikaanse staat Georgia, en valt bestuurlijk gezien onder Banks County en Hall County.

## Demografie
Bij de volkstelling in 2000 werd het aantal inwoners vastgesteld op 195.
In 2006 is het aantal inwoners door het United States Census Bureau geschat op 208, een stijging van 13 (6,7%).

## Geografie
Volgens het United States Census Bureau beslaat de plaats een oppervlakte van
2,9 km², geheel bestaande uit land. Gillsville ligt op ongeveer 313 m boven zeeniveau.

## Plaatsen in de nabije omgeving
De onderstaande figuur toont nabijgelegen plaatsen in een straal van 20 km rond Gillsville.